# Zlatý glóbus za nejlepší ženský herecký výkon ve vedlejší roli v seriálu, minisérii nebo TV filmu
Zlatý glóbus za nejlepší herečku ve vedlejší roli v seriálu, minisérii nebo TV filmu uděluje Asociace zahraničních novinářů v Hollywoodu (angl. Hollywood Foreign Press Association zkratka HFPA) od roku 1971.
Následující seznam obsahuje jména vítězných hereček a TV pořadů, za které byly oceněné. Rok u jména znamená rok vzniku pořadu; nikoliv rok, kdy se konal slavnostní ceremoniál. Má-li pořad český distribuční název, je uveden pod ním.

## Vítězové

### 1970–1980
- 1970: Gail Fisher – Mannix
- 1971: Sue Ane Langdon – Arnie
- 1972: Ruth Buzzi – Rowan & Martin's Laugh-In
- 1973: Ellen Corby – The Waltons
- 1974: Betty Garrett – All In the Family
- 1975: Hermione Baddeley – Maude
- 1976: Josette Banzet – Rich Man, Poor Man
- 1977: Cena neudělena
- 1978: Polly Holliday – Alice
- 1979: Polly Holliday – Alice
- 1980: Valerie Bertinelli – One Day At a Time a Diane Ladd – Alice

### 1981–1990
- 1981: Valerie Bertinelli – One Day At a Time
- 1982: Shelley Long – Na zdraví
- 1983: Barbara Stanwycková – Ptáci v trní
- 1984: Faye Dunawayová – Ellis Island
- 1985: Sylvia Sidney  – Časný mráz
- 1986: Olivia de Havilland – Anastázie
- 1987: Claudette Colbert – Dvě paní Grenvillové
- 1988: Katherine Helmond – Who's the Boss?
- 1989: Amy Madigan – Roe vs. Wade
- 1990: Piper Laurie – Městečko Twin Peaks

### 1991–2000
- 1991: Amanda Donohoe – Právo v Los Angeles
- 1992: Joan Plowright – Stalin
- 1993: Julia Louis-Dreyfus – Show Jerryho Seinfelda
- 1994: Miranda Richardson – Otčina
- 1995: Shirley Knight – Obvinění: Proces s McMartinovými
- 1996: Kathy Bates – The Late Shift
- 1997: Angelina Jolie – George Wallace
- 1998: Faye Dunawayová – Gia a Camryn Manheim – Advokáti
- 1999: Nancy Marchand – Rodina Sopránů
- 2000: Vanessa Redgraveová – Kdyby zdi mohly mluvit 2

### 2001–2010
- 2001: Rachel Griffiths – Odpočívej v pokoji
- 2002: Kim Cattrall – Sex ve městě
- 2003: Mary-Louise Parkerová – Andělé v Americe
- 2004: Anjelica Huston – Andělé s ocelovým hlasem
- 2005: Sandra Oh – Chirurgové
- 2006: Emily Bluntová – Gideon's Daughter
- 2007: Samantha Morton – Lord Longford
- 2008: Laura Dern – Nové sčítání hlasů
- 2009: Chloë Sevigny – Velká láska
- 2010: Jane Lynchová – Glee

### 2011–2020
- 2011: Jessica Lange – American Horror Story
- 2012: Maggie Smith – Panství Downton
- 2013: Jacqueline Bisset – Dancing on the Edge
- 2014: Joanne Froggatt – Panství Downton
- 2015: Maura Tierney – Aféra
- 2016: Olivia Colmanová – Noční recepční
- 2017: Laura Dernová – Sedmilhářky
- 2018: Patricia Clarkson – Ostré předměty
- 2019: Patricia Arquette – Odhalení
- 2020: Gillian Andersonová – Koruna

### 2021–2030
- 2021: Sarah Snook – Boj o moc
- 2022:
  - Julia Garner – Ozark (komedie / drama)
  - Jennifer Coolidge – Bílý lotos (minisérie)
- 2023: Elizabeth Debicki – Koruna
- 2024: Jessica Gunningová – Sobík